# La Pasita

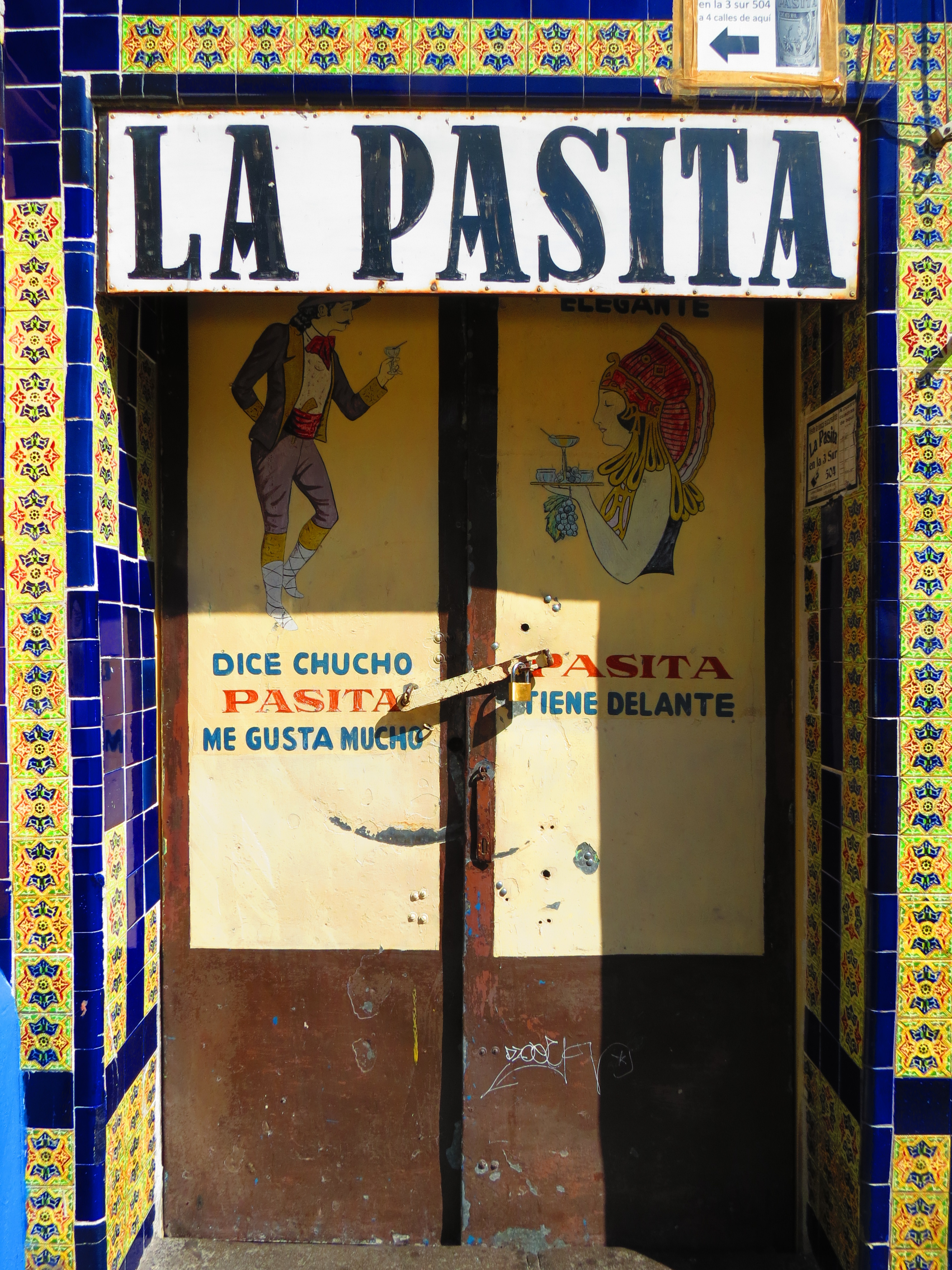
Entrada de La Pasita

La Pasita es una licorería mexicana tradicional situada en el Centro histórico de la ciudad de Puebla, Puebla, México. Su nombre coincide con el de su producto más famoso, la pasita. El establecimiento es uno de los más famosos de Puebla y ha sido visitado por personalidades de la ciudad y del país. Además de la pasita, en el local se sirven más de 20 bebidas. Antes llamada El Gallo de Oro, fue fundada en el año 1916 por Emilio Contreras Aycardo.
Antiguamente, era una tienda de abarrotes, pero cuando su fundador compró el local decidió dedicar una parte del mismo a la venta de licores, y fue entonces cuando inventó el licor de la pasita. En el local se conservan objetos curiosos, lo que se conoce como el Museo de lo Increíble, además de monedas y billetes de distintos países del mundo y autógrafos de personalidades que han visitado el local.

## Bebida
El licor más famoso del establecimiento, y del que toma su actual nombre, es la pasita. Se trata de un licor artesanal de uva pasa, servido en un vaso tequilero, o caballito, con un palillo en su interior con un trozo de queso y una uva pasa para contrarrestar el dulzor del licor. En el pasado se servían bebidas que podían pedirse por camineras, el número de cuadras que el cuerpo podía aguantar antes de caer desplomado.
El reto de la pasita consiste en beber 100 caballitos de este licor.
Se supone que en 1948 un hombre conocido por El Peterete logró completar este reto en 3 horas y recibió un premio de 1000 pesos. Posteriormente un turista español de 27 años llegó a los 93 caballitos en 2 horas pero no pudo alcanzar el centenar.